# Caigui ji
Caigui ji 才鬼記,  Cáiguǐ jì,  Ts'ai-kuei chi (etwa: Aufzeichnungen über fähige Geister) ist eine Sammlung von chuanqi (傳奇 / 传奇,  chuánqí) aus der Zeit der Tang-Dynastie. Zusammengestellt wurde sie von Zheng Fen 郑蕡 aus der Zeit der Tang-Dynastie. In den meisten Geschichten geht es um die Liebe zwischen Menschen und Geistern.
In der Ausgabe des Tangdai congshu 唐代丛书 wurde es auch vom Hanyu da zidian herangezogen.
Auch von  Mei Dingzuo 梅鼎祚 (1549–1615) aus der Zeit der Ming-Dynastie stammt eine Sammlung mit dem Titel Caigui ji  才鬼記.